# Interfaz
Una interfaz (en plural: interfaces) se utiliza en informática para nombrar a la conexión funcional entre dos sistemas, programas, dispositivos o componentes de cualquier tipo, que proporciona una comunicación de distintos niveles, permitiendo el intercambio de información. Esto es un ejemplo de la realidad virtual.
Ejemplos de interfaces en informática son las interfaces de usuario (entre computadora y persona), como sería una pantalla o un ratón (en el caso de hardware) o la ventana gráfica de un programa con el que se interactúa (en el caso de software); las interfaces físicas (entre dos dispositivos), como el SCSI o el USB, o las interfaces lógicas (entre dos programas), como la API o el DOM.[cita requerida]
Además, la palabra interfaz, de acuerdo con la propuesta teórica de Carlos Alberto Scolari, se puede utilizar en distintos contextos:
1. Interfaz como instrumento: desde esta perspectiva, la interfaz es una «prótesis» o «extensión» (McLuhan) de nuestra computadora. El ratón es un instrumento que extiende las funciones de nuestra mano y las lleva a la pantalla bajo forma del cursor. Así, por ejemplo, la pantalla de una computadora es una interfaz entre el usuario y el disco duro de la misma.
2. Interfaz como superficie: algunos consideran que la interfaz nos trasmite instrucciones («affordances») que nos informan sobre su uso. La superficie de un objeto (real o virtual), nos habla por medio de sus formas, texturas, colores, etc. Y esto es especialmente cierto cuando nos referimos a un rostro humano.
3. Interfaz como espacio: desde esta perspectiva, la interfaz es el lugar de la interacción, el espacio donde se desarrollan los intercambios y sus manualidades.